# Khorol (kraï du Primorié)
Pour les articles homonymes, voir Khorol (homonymie).
Khorol (en russe : Хоро́ль) est un village et centre administratif du raïon de Khorol dans le kraï du Primorié, en Extrême-Orient russe. Sa population s'élevait à 9 742 habitants au recensement de 2021.

## Toponymie
La colonie tire son nom des colons du gouvernement de Poltava (Ukraine moderne), en l'honneur de la rivière Khorol et de la ville de Khorol.

## Géographie
Le village de Khorol se trouve dans le kraï du Primorié, kraï du sud de l'Extrême-Orient en Russie asiatique. Faisant partie du district fédéral extrême-oriental, il se trouve à 145 km au nord de Vladivostok, la capitale du district et du kraï. Il fait partie du raïon de Khorol, dans l'ouest du kraï, et il en est le chef-lieu.
Concernant la géographie, Khorol se trouve au Primorié, une région géographique allant de la rive sud de l'Amour au golfe de Pierre-le-Grand (région faisant partie par ailleurs partie de la Mandchourie-Extérieure, russe depuis 1860). Khorol, comme toute le kraï, est situé dans le fuseau horaire MSK+7 (heure de Vladivostok). Le décalage horaire appliqué par rapport au temps universel coordonné est +10:00. Il se trouve dans la plaine du Khanka, dans le kraï de l'Oussouri.

## Histoire
Le village a été fondé en 1891.